# 경성 제2차 만세 운동
경성 제2차 만세 운동 또는 경성 여학생 운동은 1929년 광주에서 일본인 남학생의 조선인 여학생 성추행 사건에 반발하여 발생한 11·3 광주 학생 항일 운동의 여파로 발생한 만세 운동이다. 1929년 12월, 서울에서 이화여전, 숙명여학교, 배화여전 등의 여학생들이 동맹휴학하려던 사건이 사전에 발각되어 실패하자 1930년 1월 근우회의 주도로 만세 시위가 벌어진다.
1930년 1월 15일에 이화여고보는 서울 시내의 다른 여학교들과 함께 연합 시위에 나섰다. 이화여고보 4학년 최복순(崔福順)이 근우회 간부 허정숙을 수 차례 찾아가 조언을 구하였으며 허정숙을 통해 경성 시내 이화여고보, 동덕여고보, 배화여고보, 숙명여고보, 경성여자미술학교, 경성실천여학교, 경성여자상업학교, 태화여학교, 경성보육학교의 여학생들이 서로 규합하여 벌인 대규모 시위였다. 사전 발각된 1929년 12월의 1차 만세 운동까지 합쳐서 경성 학생 만세 운동 또는 경성 여학생 운동으로 부른다. 근우회와 신간회가 개입된 사건이며 근우회 주도로 벌어진 사건이라 하여 일명 근우회 사건으로도 부른다.

## 개요
1929년 12월 중순 경, 허정숙은 최복순 등과 함께 만세운동을 기도했다. 그러나 사전에 누설, 발각되어 실패한다. 1929년 12월 13일에는 신간회의 민중대회 계획이 누설되어 20명이 체포된 민중대회사건, 또는 허헌 사건이발생, 허헌도 수감되었다.
1930년 1월, 제2차 학생 시위를 주도한 근우회사건은 당시 근우회 서무부장 허정숙이 이화여고보의 최복순, 최윤숙, 김진현 등 여학생들과 경성학생시위운동을 계획, 전개한 것이다. 이때 정칠성, 박차정 등도 함께 검거되었으나 곧 석방되었다.
허정숙은 다시 연락망을 구성하여 1월 중순 만세운동 거사날짜를 잡고 유인물과 태극기를 등사하여 살포한다. 이화여고보를 비롯한 시내 공사립 여자고등보통학교와 그밖에 중등학교 등 13개교가 일제히만세를 부른 여학생 만세운동 결과, 구속자 34명에 불구속자 55명이 보안법 위반 및 치안유지법 위반으로 기소되었으며, 그들 모두가 여학생이었다는 점이 당시 사회의 커다란 관심거리로 주목받았다.

## 계획과 전개 과정
허정숙이 고문으로 지도했던 이 만세시위 운동은 각교 학생대표회가 학생 시위 계획을 사전에 수립, 1월 초순 제3학기가 시작되는 1월 15일 아침에 일제히 만세를 부르고 종로에서 남대문으로 시가행진을 하자는 것이었다. 그리고 경찰에 잡히더라도 일체 이름을 밝히지 말 것과 유치될 경우에는 단식을 행하자는 3개 항의 결의를 했다고 한다. 이때 동아일보 1930년 2월 16일자에 의하면 허정숙은 허정자로 나오기도 하고 학생대표 준비모임에는 남학생 대표도 다수 참가하였다.
이 사건의 주모자로 허정숙은 징역 1년의 언도를 받은 후 서대문 형무소에서 복역하던 중 산고로 말미암아 일시 형집행정지를 받았다가 다시 서대문 형무소에서 부친 허헌과 함께 복역, 1932년 3월 18일에 만기 추록하였다.

## 구속 인원
구속된 인원은 근우회 : 허정숙, 박차정, 이화전문 : 이순옥, 이화여고보 : 최복순, 최윤숙, 김진현, 함덕훈, 임경애, 윤옥분, 김복림, 최현수, 안임순, 이옥련, 양원숙, 동덕여고보 : 홍옥인, 고옥경, 박선숙, 한정희, 허복록, 숙명여고보 : 박선봉, 조금옥, 조종옥, 경성여자상업학교 : 송계월, 김귀임, 실천여학교 : 김경숙, 정신여학교 : 하운학, 근화여학교 : 김귀인복, 김순례, 최성반, 김금남, 김연복, 이충신, 태화여학교 : 정태이, 여자미술학교 : 박계월 등이었다.

## 결과
동아일보 1930년 2월 20일, 3월 19일, 23, 24, 26일자의 재판 상황이 상세히 보도되었다. 최복순외 7명에게 징역 7~8개월에서 집행유예 등으로 여학생이라는 점을 감안, 비교적 가볍게 해 주었다. 이 뒤를 잇는 동맹휴학은 1931년까지도 치열하게 전개되어 1930년~1931년에 걸쳐 백여 건의 동맹휴학이 있었다. 그러나 1932년 이후로는 동맹휴학이 급속히 감소하고 학생운동은 소수 정예의 사회주의적 비밀 결사 운동으로 이어졌다.

## 같이 보기
- 근우회
- 신간회
- 광주 학생 운동
- 송계월
- 허정숙
- 정칠성
- 박진홍
- 이효정